# بازگشت (روان‌شناسی)
بازگشت (به انگلیسی: Regression) یکی از مکانیسم‌های دفاعی است که در آن شخص به زمان گذشته برمی‌گردد و به مرحله‌ای از زندگی می‌رود که در آن اضطراب کمتری داشته و مسئولیت‌هایش کمتر و سبک‌تر بوده‌اند. کودکی که در آستانهٔ رفتن به دبستان، شب ادراری را آغاز می‌کند، احتمالاً علائم بازگشت را نشان می‌دهد. برخی اشخاص هنگامی که دربارهٔ لیاقت و شایستگی خود نگران می‌شوند، مانند بچه‌ها شروع می‌کنند به تعریف و تمجید از خودشان؛ به جای آنکه با تلاش‌های نامحسوس تحسین دیگران را برانگیزند. مانند مدیری که از کار اخراج شده و نمی‌تواند کار پیدا کند و ممکن است شروع کند به حرف‌های خنده‌دار زدن دربارهٔ استعدادها و موفقیت‌های منحصربه‌فردی که دارد. اینگونه خودتعریفی‌ها، اگر همراه با گزافه‌گویی‌هایی باشند که همه متوجه آن شوند، بازگشتی محسوب خواهند شد.